# Eugène Bertrand (peintre)
Pour les articles homonymes, voir Eugène Bertrand et Bertrand.
Eugène Bertrand est un peintre figuratif de l’École belge, né à Launois-sur-Vence le 10 mai 1858 et mort à Hermeton-sur-Meuse en 1934, connu pour  ses tableaux de paysages et de portraits.
Il est l'un des membres fondateurs du cercle Voorwaerts avec entre autres Jan Stobbaert . Il a été professeur à l'académie de Saint-Josse-ten-Noode.

## Biographie, origine et famille
Il est né en 1858 dans les Ardennes. Il est le fils de Eugène Bertrand, dont il porte le même prénom, et de Hortense Volant (1822). Il a une demi-sœur plus âgée, Hortense Modlinska (Lille, 1849 – Gand, 1907), issue du mariage de sa mère Hortense Volant, avec Antoine Modlinski (Kalisz, 1808 – 1866),. Sa demi-sœur épouse Polydore Martou qui est l’un de ses mécènes,.

## Œuvres
- Vue de La Roche en Ardennes
- La galerie d’entrée du musée de Bruxelles [6], 1886 (Collection du Musée communal des beaux-arts d'Ixelles)
- Fileuse devant sa tente, circa 1890
- Chrysanthèmes dans un vase oriental bleu et blanc, 1891
- Portrait de Germaine Fauconnier, fillette, 1899
- Portrait de l'abbé Quirin Gilles Nols

## Musées
- Musée communal des beaux-arts d'Ixelles